# ECI Technology
ECI Technology Holdings Limited，簡稱ECI Technology Holdings和ECI Technology（港交所：8013），在2003年由吳泰榮博士（主席）和配偶於總部香港成立，名為「EC Infotech Ltd」。
業務在全球經營解決方案供應商。
於2017年3月10日於港交所創業板上市。配售價為0.13至0.17港元，配售股份數目為4億股，而集資額為6800萬港元。

## 外部連結
- ecinfohk.com（页面存档备份，存于）